# Coupe caribéenne des nations 1992
Navigation
Édition précédente Édition suivante
La Shell Caribbean Cup 1992 fut la dixième édition de la Coupe caribéenne des nations de football. La phase finale eu lieu à Trinité-et-Tobago. 

## Tour préliminaire
La Jamaïque (tenant du titre) et Trinité-et-Tobago (pays organisateur) sont directement qualifiés pour la phase finale.

### Groupe 1:Saint-Vincent-et-les-Grenadines
- Joué à la Barbade :

| Rang | Équipe                          | Pts | J | G | N | P | Bp | Bc | Diff |  | Résultats                       |  |     |     |     |
| ---- | ------------------------------- | --- | - | - | - | - | -- | -- | ---- |  | ------------------------------- |  | --- | --- | --- |
| 1    | Saint-Vincent-et-les-Grenadines | 4   | 3 | 1 | 2 | 0 | 5  | 4  | +1   |  | Saint-Vincent-et-les-Grenadines |  | 3-2 | 2-2 | 0-0 |
| 2    | Barbade                         | 3   | 3 | 1 | 1 | 1 | 4  | 4  | 0    |  | Barbade                         |  |     | 1-0 | 1-1 |
| 3    | Antilles néerlandaises          | 3   | 3 | 1 | 1 | 1 | 3  | 3  | 0    |  | Antilles néerlandaises          |  |     |     | 1-0 |
| 4    | Grenade                         | 2   | 3 | 0 | 2 | 1 | 1  | 2  | -1   |  | Grenade                         |  |     |     |     |

### Groupe 2:Martinique
- Joué à Saint-Martin :

| Rang | Équipe       | Pts | J | G | N | P | Bp | Bc | Diff |  | Résultats (▼ dom., ► ext.) |  |     |     |
| ---- | ------------ | --- | - | - | - | - | -- | -- | ---- |  | -------------------------- |  | --- | --- |
| 1    | Martinique   | 3   | 2 | 1 | 1 | 0 | 8  | 1  | +7   |  | Martinique                 |  | 1-1 | 7-0 |
| 2    | Sint Maarten | 3   | 2 | 1 | 1 | 0 | 5  | 3  | +2   |  | Sint Maarten               |  |     | 4-2 |
| 3    | Îles Caïmans | 0   | 2 | 0 | 0 | 2 | 2  | 11 | -9   |  | Îles Caïmans               |  |     |     |

### Groupe 3:Suriname
- Joué au Suriname :

| Rang | Équipe   | Pts | J | G | N | P | Bp | Bc | Diff |  | Résultats |  |     |     |     |
| ---- | -------- | --- | - | - | - | - | -- | -- | ---- |  | --------- |  | --- | --- | --- |
| 1    | Suriname | 6   | 3 | 3 | 0 | 0 | 12 | 2  | +10  |  | Suriname  |  | 3-2 | 4-0 | 5-0 |
| 2    | Guyane   | 3   | 3 | 1 | 1 | 1 | 5  | 4  | +1   |  | Guyane    |  |     | 1-1 | 2-0 |
| 3    | Guyana   | 3   | 3 | 1 | 1 | 1 | 4  | 5  | -1   |  | Guyana    |  |     |     | 3-0 |
| 4    | Aruba    | 0   | 3 | 0 | 0 | 3 | 0  | 10 | -10  |  | Aruba     |  |     |     |     |

### Groupe 4:Antigua-et-Barbuda
- Joué à Saint-Christophe-et-Niévès :

| Rang | Équipe                     | Pts | J | G | N | P | Bp | Bc | Diff |  | Résultats                  |  |     |     |      |
| ---- | -------------------------- | --- | - | - | - | - | -- | -- | ---- |  | -------------------------- |  | --- | --- | ---- |
| 1    | Antigua-et-Barbuda         | 6   | 3 | 3 | 0 | 0 | 8  | 0  | +8   |  | Antigua-et-Barbuda         |  | 1-0 | 2-0 | 5-0  |
| 2    | Saint-Christophe-et-Niévès | 4   | 3 | 2 | 1 | 0 | 14 | 1  | +13  |  | Saint-Christophe-et-Niévès |  |     | 4-0 | 10-0 |
| 3    | Îles Vierges britanniques  | 0   | 2 | 0 | 0 | 2 | 0  | 6  | -6   |  | Îles Vierges britanniques  |  |     |     | N/D  |
| 4    | Montserrat                 | 0   | 2 | 0 | 0 | 2 | 0  | 15 | -15  |  | Montserrat                 |  |     |     |      |

- Le match entre les Îles Vierges britanniques et Montserrat n'a pas été disputé, les 2 équipes étant d'ores et  déjà éliminées.

### Groupe 5:Guadeloupe
- Joué à Sainte-Lucie :

| Rang | Équipe       | Pts | J | G | N | P | Bp | Bc | Diff |  | Résultats (▼ dom., ► ext.) |  |     |     |
| ---- | ------------ | --- | - | - | - | - | -- | -- | ---- |  | -------------------------- |  | --- | --- |
| 1    | Guadeloupe   | 3   | 2 | 1 | 1 | 0 | 2  | 0  | +2   |  | Guadeloupe                 |  | 0-0 | 2-0 |
| 2    | Dominique    | 2   | 2 | 0 | 2 | 0 | 1  | 1  | 0    |  | Dominique                  |  |     | 1-1 |
| 3    | Sainte-Lucie | 1   | 2 | 0 | 1 | 1 | 1  | 3  | -2   |  | Sainte-Lucie               |  |     |     |

### Groupe 6:Cuba
| Équipe 1 | Résultat | Équipe 2 | Aller | Retour |
| -------- | -------- | -------- | ----- | ------ |
| Anguilla | 0-8      | Cuba     | 0-3   | 0-5    |

## Phase finale

### Groupe A
|   | Équipe             | Pts | J | G | N | P | BP | BC | Diff |
| - | ------------------ | --- | - | - | - | - | -- | -- | ---- |
| 1 | Trinité-et-Tobago  | 6   | 3 | 3 | 0 | 0 | 10 | 1  | +9   |
| 2 | Martinique         | 4   | 3 | 2 | 0 | 1 | 9  | 4  | +5   |
| 3 | Suriname           | 1   | 3 | 0 | 1 | 2 | 2  | 6  | -4   |
| 4 | Antigua-et-Barbuda | 1   | 3 | 0 | 1 | 2 | 2  | 12 | -10  |

| 17 juin | Martinique        | 4 | 1 | Suriname           |
|         | Trinité-et-Tobago | 7 | 0 | Antigua-et-Barbuda |
| 19 juin | Suriname          | 1 | 1 | Antigua-et-Barbuda |
|         | Trinité-et-Tobago | 2 | 1 | Martinique         |
| 21 juin | Martinique        | 4 | 1 | Antigua-et-Barbuda |
|         | Trinité-et-Tobago | 1 | 0 | Suriname           |

### Groupe B
|   | Équipe                          | Pts | J | G | N | P | BP | BC | Diff |
| - | ------------------------------- | --- | - | - | - | - | -- | -- | ---- |
| 1 | Cuba                            | 5   | 3 | 2 | 1 | 0 | 3  | 0  | +3   |
| 2 | Jamaïque                        | 5   | 3 | 2 | 1 | 0 | 3  | 0  | +3   |
| 3 | Guadeloupe                      | 2   | 3 | 1 | 0 | 2 | 1  | 3  | -2   |
| 4 | Saint-Vincent-et-les-Grenadines | 0   | 3 | 0 | 0 | 3 | 0  | 4  | -4   |

| 17 juin | Cuba       | 2 | 0 | Guadeloupe                      |
|         | Jamaïque   | 2 | 0 | Saint-Vincent-et-les-Grenadines |
| 19 juin | Jamaïque   | 1 | 0 | Guadeloupe                      |
|         | Cuba       | 1 | 0 | Saint-Vincent-et-les-Grenadines |
| 21 juin | Guadeloupe | 1 | 0 | Saint-Vincent-et-les-Grenadines |
|         | Cuba       | 0 | 0 | Jamaïque                        |

### Demi-finales
| 24 juin 1992 | Jamaïque | 1 - 0 | Martinique | Stade National, Port-d'Espagne |  |
|              |          |       |            |                                |  |

| 24 juin 1992 | Trinité-et-Tobago | 1 - 0 | Cuba | Stade National, Port-d'Espagne |  |
|              |                   |       |      |                                |  |

### Petite finale
| 27 juin 1992 | Martinique        | 1 - 1 | Cuba | Stade National, Port-d'Espagne |  |
|              |                   |       |      |                                |  |
|              | Tirs au but 5 - 3 |       |      |                                |  |

### Finale
| 27 juin 1992 | Trinité-et-Tobago                     | 3 - 1 | Jamaïque   | Stade National, Port-d'Espagne |                      |
|              | Lewis 19e · Latapy 37e · Marcelle 85e |       | Graham 49e | Spectateurs : 29 000           | Spectateurs : 29 000 |

| Vainqueur de la Shell Caribbean Cup 1992 Trinité-et-Tobago Quatrième titre |